# Umberto Guidoni
Umberto Guidoni (Roma, 18 agosto 1954) è un astronauta, astrofisico, scrittore ed ex politico italiano.
Ha partecipato a due missioni NASA a bordo dello Space Shuttle. Nel 2001 è stato il primo astronauta europeo a visitare la Stazione spaziale internazionale. È stato europarlamentare dal 2004 al 2009.

## Biografia
Sposato, con un figlio, Umberto Guidoni è nato a Roma (di origini ciociare - Acuto). Diplomatosi presso il liceo Gaio Lucilio nel 1973, Guidoni ha conseguito la laurea con lode in fisica con specializzazione in astrofisica all'Università «La Sapienza» di Roma nel 1978, ottenendo una borsa di studio presso il Comitato Nazionale per l'Energia Nucleare (CNEN), di Frascati.
Nel 1983 si occupa di studi sulle celle fotovoltaiche come ricercatore dell'Ente Nazionale Energie Alternative (ENEA). L'anno successivo lavora per l'Istituto di Fisica dello Spazio Interplanetario (IFSI) di Frascati, un istituto del Consiglio Nazionale delle Ricerche (CNR). Collabora allo studio e alla progettazione del Tethered Satellite System (TSS) in cui riveste il ruolo di co-PI di RETE, Research on Electrodynamic Tether effects, uno degli esperimenti scientifici del TSS e tra il 1985 e il 1988 ne realizza il Ground Support Equipment e, inerentemente alla camera al plasma, si occupa dello sviluppo dei Plasma Contactors apparecchiature che prevengono l'accumulo di energia elettrostatica sulle navicelle spaziali attraverso l'espulsione di gas ionizzati, per applicazioni spaziali nella ionosfera.
Nel 1989 diventa responsabile scientifico di RETE e organizza i test scientifici del Satellite Tethered.
Nel 1990 viene selezionato dall'Agenzia Spaziale Italiana (ASI) e dalla NASA come candidato astronauta  per la prima missione del Satellite Tethered (STS-46/TSS-1). Viene trasferito a Houston, presso il Centro Astronauti del Johnson Space Center, dove inizia l'addestramento per le operazioni scientifiche del Satellite Tethered a bordo della navetta Atlantis.
Nel 1994 viene scelto come membro dell'equipaggio della missione STS-75 e, dopo un addestramento di oltre un anno, effettua il suo primo volo nello spazio a bordo della navetta Columbia. Il suo lavoro nello spazio è incentrato sul controllo degli esperimenti elettrodinamici del Satellite Tethered che dimostrano, per la prima volta, la possibilità di generare potenza elettrica dallo spazio.
Lanciato il 22 febbraio 1996 ed atterrato al Kennedy Space Center il 9 marzo 1996, il Columbia completa 252 orbite, percorrendo 10 milioni di chilometri in 377 ore e 40 minuti.
Nell'agosto dello stesso anno comincia il Corso Internazionale di Formazione per Specialista di Missione ([Astronaut Group 16]), della durata di due anni, in preparazione per le operazioni a bordo dello Space Shuttle e della futura Stazione spaziale internazionale (ISS).
Completato il corso, nell'aprile 1998, entra a far parte del Corpo Astronauti Europeo dell'ESA, con base presso lo European Astronaut Centre (EAC) di Colonia, Germania. Lavora nella Divisione Robotica dell'Ufficio Astronauti per lo Space Shuttle e la ISS presso il Johnson Space Center della NASA.

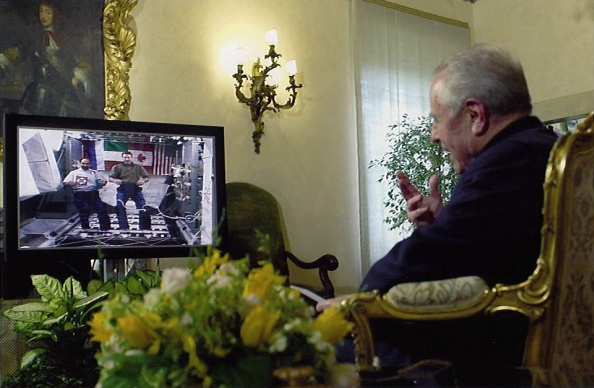
Il Presidente Carlo Azeglio Ciampi parla con Guidoni a bordo dello Shuttle Endeavour il 25 aprile 2001

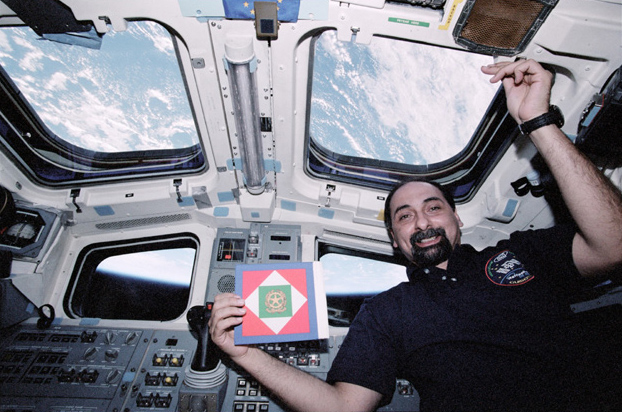
Guidoni mostra l'emblema della Presidenza della Repubblica nella cabina dello Space Shuttle.

La sua seconda esperienza nello spazio è a bordo dello Endeavour, impegnato in uno dei voli di assemblaggio della Stazione Spaziale. La missione comprende il volo inaugurale del modulo Raffaello, uno dei 3 Moduli Logistici Pressurizzati (MPLM) italiani per il supporto logistico della ISS. A bordo c'è anche il braccio robotico canadese Canadarm2. Nel corso della missione, vengono effettuate due uscite extraveicolari per agganciare il braccio canadese al laboratorio Destiny e vengono trasferite 4 tonnellate di rifornimenti ed esperimenti scientifici dal modulo Raffaello alla ISS.
Lanciato il 19 aprile 2001 ed atterrato alla Edwards Air Force Base in California, il 1º maggio, l'Endeavour completa 186 orbite, percorrendo circa 8 milioni di chilometri in 285 ore e 30 minuti.
Con questa missione, Guidoni diventa il primo astronauta europeo a salire a bordo della ISS. Per l'occasione, oltre alla bandiera italiana, porta a bordo lo stendardo della Presidenza della Repubblica Italiana consegnatogli dal Presidente Carlo Azeglio Ciampi.
Dal 2001 al 2004, come esperto di operazioni in orbita, svolge attività di supporto per gli esperimenti scientifici del modulo europeo Columbus, presso lo European Space Research and Technology Centre (ESTEC) di Noordwijk, Paesi Bassi.

### Esperienza politica
Nel 2004 si presenta alle Elezioni Europee come indipendente nella lista dei Comunisti Italiani e viene quindi eletto deputato del Parlamento Europeo. Europarlamentare fino al 2009, ha fatto parte del gruppo della Sinistra Unitaria Europea/Sinistra Verde Nordica ed è stato membro della Commissione per l'Industria, la Ricerca e l'Energia (ITRE), della Commissione temporanea sul Cambiamento Climatico della Commissione per l'Ambiente, la Sanità e la Sicurezza Alimentare (ENVI), della Commissione per il Controllo dei Bilanci (CONT); della Delegazione per le relazioni con gli Stati Uniti e della Delegazione per le relazioni con il Giappone. È stato tra i relatori del Settimo Programma Quadro per la ricerca europea e ha presentato la relazione sullo Spazio Europeo della Ricerca. È stato inoltre il presentatore dell'emendamento 16 al progetto di direttiva IPRED2 che, per attenuare le conseguenze delle norme restrittive in tema di pirateria informatica, chiarisce che il fair use, sostanzialmente ricalcato sull'istituto degli USA, non costituisce reato.
Nel novembre del 2008 ha fondato, con Nichi Vendola e Claudio Fava, l'associazione "Per la Sinistra", mentre l'11 febbraio 2009 annuncia la sua uscita dal PdCI, al quale aveva aderito 5 anni prima. Il 16 marzo 2009, a Roma, ha presentato la lista Sinistra e Libertà con Nichi Vendola, Claudio Fava e Grazia Francescato ed è stato tra i candidati alle elezioni europee del 2009 senza essere eletto. Nel gennaio 2010 entra nella segreteria nazionale del partito con la delega a ricerca e innovazione.
Deluso dal gruppo dirigente di Sinistra Ecologia e Libertà, ha lasciato ogni attività politica nel marzo del 2013.

### Altre attività

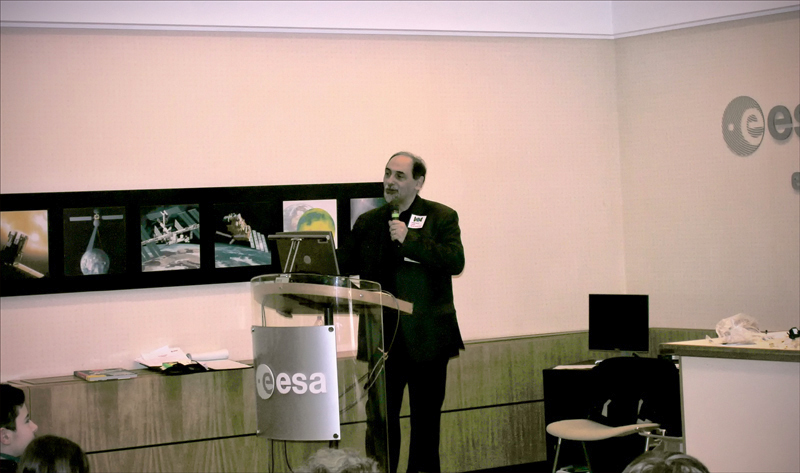
Umberto Guidoni all'Open Day di ESA-ESRIN (Frascati - 2011)

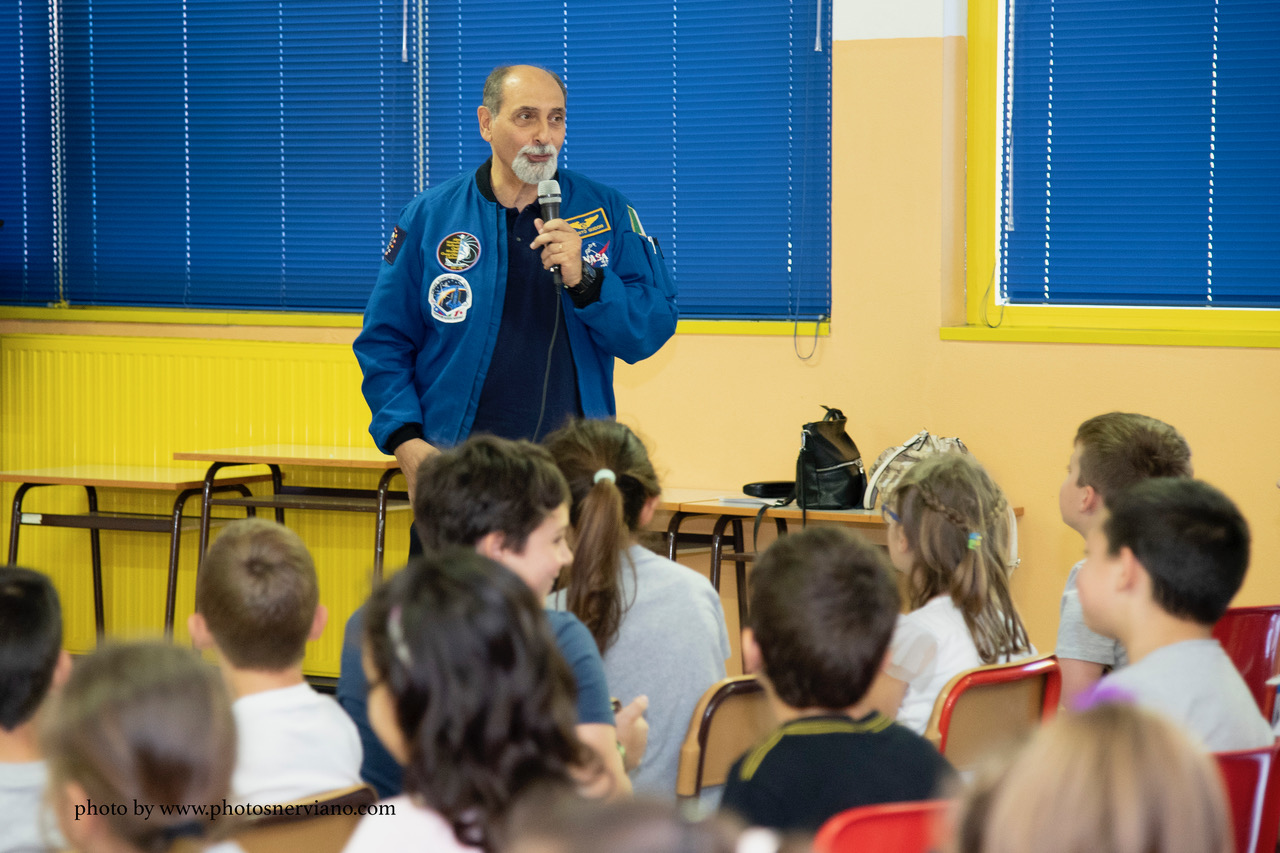
Guidoni incontra gli studenti della scuola Rodari (San Giorgio sul Legnano - 2019)

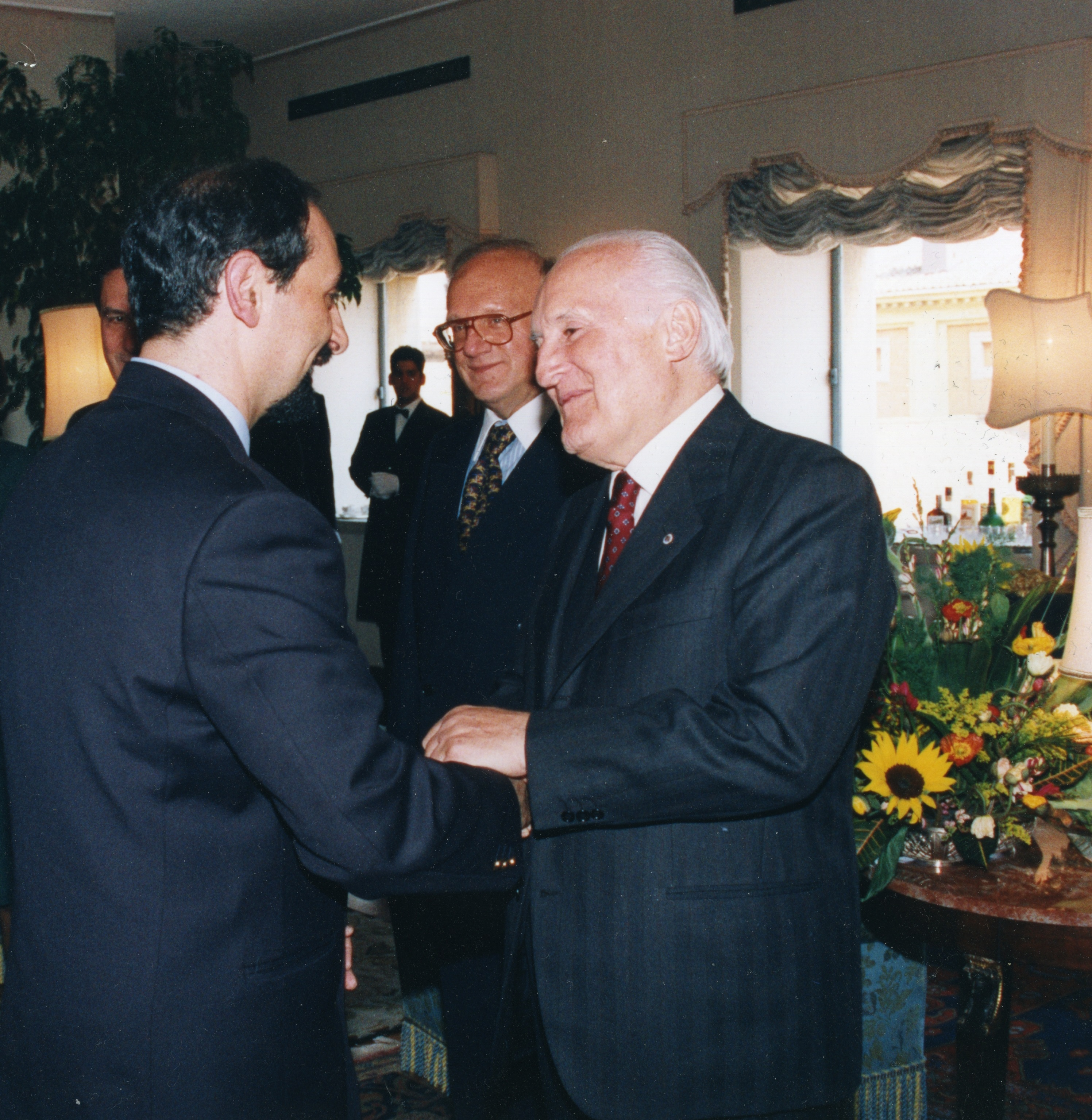
Guidoni riceve onorificenza dal Pres. Oscar Luigi Scalfaro (1996)

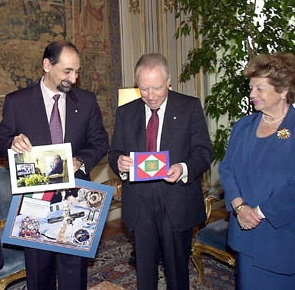
Guidoni riceve onorificenza dal Pres. Carlo Azeglio Ciampi (2001)

Nel settembre 2007 ha condotto, per quattro settimane, la trasmissione radiofonica intitolata Dallo Sputnik allo Shuttle (della serie "Alle 8 della sera" di Rai Radio Due), in cui ha ripercorso le tappe della conquista dello Spazio.
Nel luglio 2009, in un altro ciclo della stessa serie intitolato Dalla Terra alla Luna, ha raccontato l'epopea delle missioni lunari e del programma Apollo. Da quest'ultima trasmissione radiofonica è stato tratto il libro Dalla Terra alla Luna pubblicato nel 2011.
Guidoni si occupa prevalentemente di divulgazione scientifica, partecipando e organizzando eventi legati allo spazio. Ha scritto innumerevoli articoli e ha curato alcune rubriche dedicate all'esplorazione spaziale su quotidiani e riviste: Newton, Unità, Tuttoscienze (Stampa). Fino al 2019 ha pubblicato i suoi post sul Blog Spazio dell’Agenzia Giornalistica Italiana.
Come divulgatore, ha pubblicato numerosi libri come Viaggiando oltre il cielo, BUR 2014, citato nelle tracce degli esami di maturità 2016 e il più recente Guida per Giovani Astronauti dedicato ai ragazzi. Ha scritto altri libri per i più piccoli, tra cui  Astrolibro (ristampa 2017 e 2021) e Voglio la Luna (2019). 
Dal 2016 al 2020, ha partecipato come ospite agli incontri sullo spazio organizzati dalla rivista Focus in varie città italiane.
Nel 2018 partecipa su Sky Uno come concorrente della seconda edizione di Celebrity MasterChef Italia venendo però eliminato la prima puntata. L'11 dicembre dello stesso anno va in onda la sua partecipazione al programma televisivo Le Iene, dove affronta due sostenitori della teoria del terrapiattismo.
Nel 2022 esce Wormhole, il suo primo romanzo di fantascienza scritto insieme a Donato Altomare. Sempre con Mursia nel 2024 pubblica Sfidare lo Spazio  il suo saggio più recente sull'esplorazione spaziale.

## Onorificenze

### Ordine al Merito della Repubblica Italiana (OMRI)
Dopo la prima missione, Umberto Guidoni è insignito del titolo di Commendatore
Al termine della seconda missione, gli viene conferito il titolo di Grand'Ufficiale.

### NASA
Nel 1996, Guidoni riceve la Space Flight Medal per il primo volo orbitale a bordo del Columbia (STS-75).
Ottiene una seconda medaglia dopo il suo volo a bordo dell'Endeavour (STS-100, 2001).
Nel 2002, l'Ente Spaziale americano gli conferisce la medaglia per "Exceptional Service" come riconoscimento dell'attività svolta nelle due missioni orbitali.

### Altri riconoscimenti
- Nel 1996, gli viene dedicato l'asteroide 10605 Guidoni scoperto da Valter Giuliani e Francesco Manca[12]
- Nel 2001, riceve la medaglia d’oro della Società Geografica Italiana e gli viene conferito il "Premio Dorso" per la sezione Ricerca e Università (XXIII Edizione)[13]
- Nel 2002, gli viene assegnato il "Premio Capo d'Orlando"[14]
- Nel 2004, riceve il "Premio Simpatia" dalle mani di Mario Verdone (papà di Carlo)[15]
- Nel 2004, riceve il Premio Internazionale Bonifacio VIII "...per una cultura della Pace…" dall'Accademia Bonifaciana di Anagni
- Nel 2008 viene premiato dalla DEBRA con la "Farfalla d'Argento" per l'impegno a favore dell'associazione dei Bambini Farfalla
- Nel 2008, riceve la cittadinanza onoraria di Medicina, sede della Stazione radioastronomica Croce del Nord[16]
- Nel 2009, a Padova, riceve il "Premio Lacchini" da parte dell'Unione astrofili italiani
- Nel 2017, viene premiato come “Laureato Illustre” dal Rettore dell’Università “La Sapienza” di Roma
- Nel 2022, riceve il "Premio America" dalla Fondazione Italia-USA

## Opere
- Il giro del mondo in ottanta minuti, Di Renzo Editore, 1998, 2002
- Libro dell'anno 2001, AA.VV., Treccani 2002
- Un passo fuori, Laterza, 2006
- Idee per diventare astronauta, Zanichelli, 2006
- Martino su Marte, Editoriale Scienza, 2007 (Ristampa 2018)
- Dallo Sputnik allo Shuttle, Sellerio, 2009
- Astrolibro dell'universo, Editoriale Scienza, 2010 (Ristampa 2017, 2021, 2024)
- Dalla Terra alla Luna. Il Progetto Apollo 40 anni dopo, Di Renzo Editore, 2011
- Così extra, così terrestre, Editoriale Scienza, 2013
- 70 Ore nel Futuro, AA.VV., Rêverie, 2013
- Viaggiando oltre il cielo, Rizzoli BUR, 2014 (Ristampa 2018)
- La vertigine del limite, Il Margine, 2016
- Otto passi nel futuro, Editoriale Scienza, 2016
- Voglio la Luna, Editoriale Scienza, 2019
- Guida per Giovani Astronauti, ElectaKids, 2019
- Wormhole, Mursia, 2022
- Sfidare lo Spazio, Mursia, 2024